# دحل بطن السبسب
دحل السبسب أو دحل بطن السبسب هو أحد الدحول الواقعة في الصمان في السعودية.